# Antifer ensenadensis
Antifer ensenadensis es una especie extinta del género Antifer de la familia Cervidae. Vivió desde el Plioceno tardío hasta el Pleistoceno medio, con un biocrón que cubre el Ensenadense y el Lujanense, en el centro-sur de América del Sur.

## Taxonomía
Esta especie fue descrita originalmente por el paleontólogo argentino Ameghino en el año 1889. El ejemplar tipo de Antifer ensenadensis es el: MLP 9-44; corresponde a un fragmento de asta el que conservó sólo el pedúnculo entero y rastros del origen de la garceta. Los caracteres diagnósticos de la especie fueron reforzados gracias al hallazgo en sedimentos Pleistocénicos de la provincia del Neuquén, en el noroeste de la Patagonia argentina, de un ejemplar completo de esta especie (MLP 57-111- 7-1).   
Su validez, al igual que la de su género, fue durante mucho tiempo cuestionada por diversos autores, hasta que en el año 1932 Kraglievich dio los argumentos definitivos que demostraron la efectiva existencia de Antifer como una entidad genérica independiente, estableciendo así mismo las dos especies que le son reconocidas como integrantes del mismo.

## Distribución
Esta especie se distribuyó en las pampas del centro y centro-sur de la Argentina. 
Argentina.
- provincia de Buenos Aires
- provincia de Corrientes
  - Formación Toropí.[9]
- provincia de Neuquén

## Características
Las astas de Antifer ensenadensis y Antifer ultra poseen una morfología muy distinta, en especial en el pedúnculo. A la primera especie se la puede separar por su menor tamaño. Además no suele presentar una convexidad del borde posterior de las astas encima de la base, ni cierta inclinación del candil terminal de la rama posterior, lo cual le generaría poca divergencia de las ramificaciones terminales entre sí. El pedúnculo y la roseta no son subcilíndricos. Las astas muestran de manera característica la presencia de un pedúnculo muy desarrollado, largo, recto y cilíndrico desde su origen hasta casi la primera bifurcación, de base circular ancha y casi recta.

## Hábitos y causas de su extinción
A esta especie se la relaciona a hábitat cálidos abiertos, próximos a humedales en sabanas arbustivas, no a ecosistemas forestales de canopia cerrada. Pastarían siempre atentos al peligro que representaban los variados predadores carnívoros. Su dieta era completamente herbívora.
Esta especie vivió hasta el Holoceno temprano, por lo que convivió durante algunos milenios con las primeras oleadas humanas llegadas a América del Sur, es decir los primitivos amerindios. Estos, según los especialistas, ejercieron una presión cazadora que podría haber afectado el equilibrio poblacional de muchas de las especies de megafauna sudamericana, lo que podría ser una de las causas de su completa extinción.